# 白依乡
白依乡，是中华人民共和国四川省甘孜藏族自治州乡城县下辖的一个乡镇级行政单位。

## 行政区划
白依乡下辖以下地区：
青打村、绒研村、布机村、中学村、跃卡村、纳力村和扎古村。